# Paloma Sánchez-Garnica
Paloma Sánchez-Garnica (Madrid, 1 de abril de 1962) é uma escritora espanhola. Graduada em Direito e Geografia e História, publicou grande parte de seus romances na editora Planeta, como "El gran Arcano"  (2006), "El alma de las piedras" (2010) e "La sonata del silencio" (2012), que foi transformado em uma série para a TVE. Em 2016 publicou "Mi recuerdo es más fuerte que tu olvido", que recebeu o prêmio de romance Fernando Lara. Em 2019 publicou "La sospecha de Sofía". Em 2021 foi finalista do Prêmio Planeta com o romance "Últimos días en Berlín", proposto sob o título "Hijos de la ira".